# Epiplema scabra
Epiplema scabra är en fjärilsart som beskrevs av W. Warren 1904. Epiplema scabra ingår i släktet Epiplema och familjen Uraniidae. Inga underarter finns listade i Catalogue of Life.